# Francesco Prestino
Francesco Prestino (1610 – Cremona, 13 ottobre 1648) fu uno dei maggiori ingegneri militari della Lombardia spagnola, raggiungendo il grado di Ingegnere maggiore.

## Biografia
Milanese di nascita, fu al servizio del governatore di Milano durante il periodo spagnolo, inizialmente come Ingegnere camerale,  occupandosi delle fortificazioni dello Stato. Il suo primo incarico fu la mappatura delle fortezze e dei castelli dello Stato di Milano.
Nel 1642 partecipò alla difesa di Tortona assieme al suo aiutante, l'ingegnere militare Gaspare Beretta.
Nel luglio 1648 venne inviato a Cremona, già visitata nel 1635, affinché approntasse le opportune difese della città. Qui morì durante l'assedio della città del 1648, ultima fase della guerra dei trent'anni, e il suo ruolo venne occupato da Gaspare Beretta.